# 1987 na literatura
| Data           | Nome                          | Profissão                                 | Nacionalidade  | Observações | Ref |
| -------------- | ----------------------------- | ----------------------------------------- | -------------- | ----------- | --- |
| 4 de abril     | C. L. Moore                   | escritora de ficção científica e fantasia | Estados Unidos | n. 1911     |     |
| 17 de agosto   | Carlos Drummond de Andrade    | poeta, contista e crônista                | Brasil         | n. 1902     |     |
| 30 de setembro | Alfred Bester                 | escritor e jornalista                     | Estados Unidos | n. 1913     |     |
| 27 de dezembro | Cacaso (Antônio Carlos Brito) | professor universitário, letrista e poeta | Brasil         | n. 1944     |     |

## Prémios literários
- Nobel de Literatura - Joseph Brodsky
- Prémio Machado de Assis - Nilo Pereira
- Grande Prémio de Romance e Novela APE/IPLB - Vergílio Ferreira
- Prémio Príncipe das Astúrias - Camilo José Cela